# Nicolás Figueroa
Nicolás Amadeo Figueroa Rodríguez, noto semplicemente come Nicolás Figueroa (Lima, 24 maggio 2002), è un calciatore peruviano, attaccante dell'Atlético Grau in prestito dal Melgar.

## Caratteristiche tecniche
È un centravanti.

## Carriera
Cresciuto nel settore giovanile dell'Univ. San Martín, ha esordito in prima squadra il 13 luglio 2019 giocando l'incontro di Liga 1 vinto 2-0 contro l'UTC Cajamarca. Il 16 febbraio 2020 ha trovato la sua prima rete in carriera segnando il gol del momentaneo vantaggio nell'incontro di campionato perso 2-1 contro l'Alianza Univ..

## Statistiche
Statistiche aggiornate al 19 ottobre 2020.

### Presenze e reti nei club
| Stagione        | Squadra          | Campionato      | Campionato | Campionato | Coppe nazionali | Coppe nazionali | Coppe nazionali | Coppe continentali | Coppe continentali | Coppe continentali | Altre coppe | Altre coppe | Altre coppe | Totale | Totale | Totale |
| Stagione        | Squadra          | Comp            | Pres       | Reti       | Comp            | Pres            | Reti            | Comp               | Pres               | Reti               | Comp        | Pres        | Reti        | Pres   | Reti   |        |
| --------------- | ---------------- | --------------- | ---------- | ---------- | --------------- | --------------- | --------------- | ------------------ | ------------------ | ------------------ | ----------- | ----------- | ----------- | ------ | ------ | ------ |
| 2019            | Univ. San Martín | PD              | 10         | 0          |                 | -               | -               |                    | -                  | -                  |             | -           | -           | 10     | 0      |        |
| 2020            | Univ. San Martín | PD              | 16         | 2          |                 | -               | -               |                    | -                  | -                  |             | -           | -           | 16     | 2      |        |
| Totale carriera | Totale carriera  | Totale carriera | 26         | 2          |                 | -               | -               |                    | -                  | -                  |             | -           | -           | 26     | 2      |        |